# وصلة الإنترنت المتنقلة

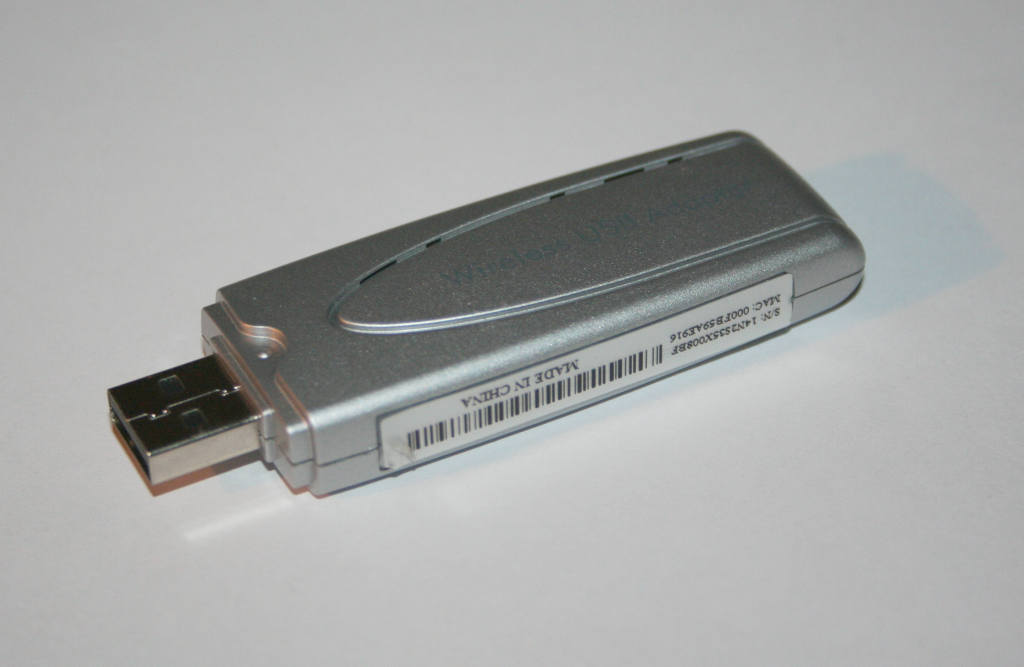
وصلة شبكة لاسلكية مع مدخل USB وهوائي داخلي

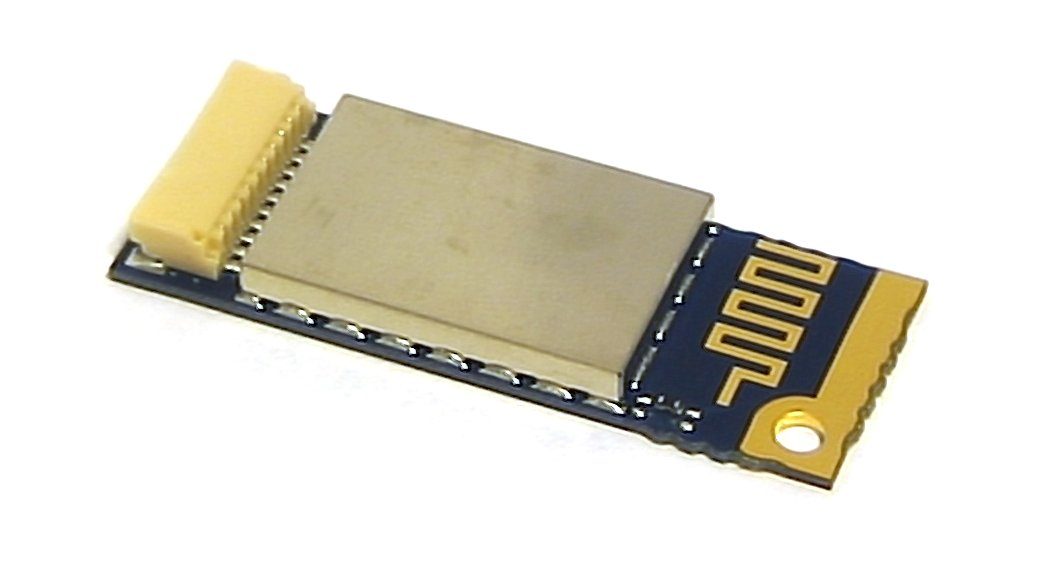
بطاقة بلوتوث

وحدة التحكم في الشبكة اللاسلكية ( WNIC ) هي وحدة تحكم لواجهة الشبكة تتصل بشبكة كمبيوتر لاسلكية قائمة على الراديو ، بدلاً من شبكة سلكية، مثل Token Ring أو Ethernet . يعمل WNIC ، تمامًا مثل بطاقات NIC الأخرى، على الطبقة الأولى والثانية من نموذج OSI . تستخدم هذه البطاقة هوائي للاتصال عبر إشعاع يتم توصيل WNIC في كمبيوتر سطح المكتب بشكل تقليدي باستخدام ناقل PCI . خيارات الاتصال الأخرى هي USB وبطاقة الكمبيوتر . تتوفر أيضًا WNICs المدمجة (عادةً في نموذج Mini Mini PCI / PCI Express Mini Card ).
عادةً ما يتم تطبيق أدوات التحكم في وصلة الشبكة اللاسلكية على بطاقات التوسع التي تم توصيلها باستخدام الكمبيوتر . انخفاض التكلفة والانتشار في معيار Wi-Fi يعني أن العديد من أجهزة الكمبيوتر المحمولة الأحدث تحتوي على مدخل شبكة لاسلكية مدمجة في اللوحة الأم .
يطبق المصطلح عادة على محولات IEEE 802.11 ؛ قد ينطبق أيضًا على بطاقة NIC باستخدام بروتوكولات أخرى غير 802.11 ، مثل تطبيق اتصالات Bluetooth .

## كيفية عملها
يمكن تشغيل 802.11 WNIC في وضعين يعرفان باسم وضع البنية الأساسية والوضع المخصص :
وضع البنية التحتية (الأساسية)
في وضع البنية الأساسية، يحتاج WNIC إلى نقطة وصول لاسلكية : يتم نقل جميع البيانات باستخدام نقطة الوصول كمحور مركزي. تتصل جميع العقد اللاسلكية في شبكة وضع البنية الأساسية بنقطة وصول. يجب أن يكون لكل العقد المتصلة بنقطة الوصول نفس معرف مجموعة الخدمات (SSID) مثل نقطة الوصول، وإذا تم تمكين نوع من الحماية اللاسلكية على نقطة الوصول (مثل WEP أو WPA ) ، فيجب أن تشترك في نفس المفاتيح أو معلمات المصادقة الأخرى.
الوضع المخصص
في شبكة الوضع المخصص، لا يتطلب WNIC نقطة وصول، بل يمكن أن يتفاعل مع جميع العقد اللاسلكية الأخرى مباشرة. يجب أن يكون لكل العقد في شبكة ad hoc نفس القناة ومعرف SSID.

## مواصفات
يحدد معيار IEEE 802.11 مواصفات منخفضة المستوى لكيفية عمل جميع شبكات 802.11 اللاسلكية . عادة ما تكون وحدات التحكم في واجهة 802.11 السابقة متوافقة فقط مع المتغيرات السابقة من المعيار، في حين أن البطاقات الأحدث تدعم المعايير الحالية والقديمة.
تشمل المواصفات المستخدمة بشكل شائع في مواد التسويق لـ WNICs:
- معدلات نقل البيانات اللاسلكية (تقاس بالميغابت / ثانية) ؛ هذه تتراوح من 2 ميغابت / ثانية إلى 54 ميغابت / ثانية.[1]
- قدرة الإرسال اللاسلكي (تقاس بالديسيبل )
- معايير الشبكة اللاسلكية (قد تشمل معايير مثل 802.11b و 802.11g و 802.11n ، إلخ). يوفر 802.11g سرعات نقل بيانات تعادل 802.11a – حتى 54 ميجابت / ثانية – و 300 قدم (91 م) أوسع 300 قدم (91 م) مجموعة من 802.11b ، ومتوافق مع 802.11b.

لا تطبق معظم بطاقات Bluetooth أي شكل من أشكال معيار 802.11.

## نطاق
من الممكن أن يتأثر النطاق اللاسلكي إلى حد كبير بالأشياء في طريق الإشارة وجودة الهوائي. ومن الممكن أن تعيق الأجهزة الكهربائية الكبيرة، مثل الثلاجات وصناديق الصمامات والسباكة المعدنية ووحدات تكييف الهواء، إشارة الشبكة اللاسلكية. لا يتم الوصول إلى الحد الأقصى للنطاق النظري لـ IEEE 802.11 إلا في ظل الظروف المثالية وعادة ما يكون النطاق الفعلي الحقيقي هو نصف النطاق النظري تقريبًا على وجه التحديد، يتم تحقيق أقصى سرعة إنتاجية فقط من مسافة قريبة جدًا (أقل من 25 قدم (7.6 م) عند الأطراف الخارجية للمدى الفعال للجهاز، قد تنخفض السرعة إلى حوالي Mbit / s قبل أن تنخفض كليًا. السبب هو أن الأجهزة اللاسلكية تتفاوض بشكل ديناميكي على السرعة القصوى التي يمكنها الاتصال بها دون إسقاط الكثير من حزم البيانات.

## أجهزة FullMAC و SoftMAC
في 802.11 WNIC ، يمكن تطبيق كيان إدارة Sublayer MAC (MLME) إما في أجهزة NIC أو البرامج الثابتة، أو في البرامج المستندة إلى المضيف التي يتم تنفيذها على وحدة المعالجة المركزية الرئيسية. يُطلق على WNIC الذي يقوم بتنفيذ وظيفة MLME في الأجهزة أو البرامج الثابتة اسم FullMAC WNIC أو HardMAC NIC  وتسمى NIC التي تنفذها في برنامج مضيف SoftMAC NIC.
يخفي جهاز FullMAC تعقيد بروتوكول 802.11 من وحدة المعالجة المركزية الرئيسية، بدلاً من ذلك يوفر واجهة 802.3 (Ethernet) ؛ ينفذ تصميم SoftMAC فقط الجزء الحرج من التوقيت في البروتوكول في الأجهزة / البرامج الثابتة والباقي على المضيف.
تستخدم رقائق FullMAC عادة في الأجهزة المحمولة بسبب:
- هي أسهل في الاندماج في المنتجات الكاملة
- يتم توفير الطاقة عن طريق وجود وحدة المعالجة المركزية المتخصصة أداء معالجة 802.11 ؛
- لديه سيطرة أكثر صرامة على MLME.

المثال الشائع لرقائق FullMAC هو المثال المطبق على Raspberry Pi 3 .
يوفر إطار Mac80211 من Linux kernel إمكانيات لأجهزة SoftMAC وقدرات إضافية (مثل شبكات الشبكات، والتي تعرف باسم معيار IEEE 802.11s ) للأجهزة ذات الوظائف المحدودة.
فري يدعم أيضا برامج تشغيل SoftMAC.